# Liste du patrimoine mondial au Mozambique
Cet article recense les sites inscrits au patrimoine mondial au Mozambique.

## Statistiques
Le Mozambique ratifie la Convention pour la protection du patrimoine mondial, culturel et naturel le 27 novembre 1982. Le premier site protégé est inscrit en 1991.
En 2025, le Mozambique compte 2 sites inscrits au patrimoine mondial, 1 culturel et 1 naturel. 
Le pays a également soumis 4 sites à la liste indicative, 2 culturels, 1 naturel et 1 mixte.

## Listes

### Patrimoine mondial
Les sites suivants sont inscrits au patrimoine mondial.
| Id. | Site                                                            | Province      | Année | Superficie (ha) | Critères et notes | Coordonnées                      | Illus. |
| --- | --------------------------------------------------------------- | ------------- | ----- | --------------- | --- | -------------------------------- | ------ |
| 599 | Île de Mozambique                                               | Nampula       | 1991  |                 | Culturel, (iv), (vi) | 15° 02′ 02″ sud, 40° 44′ 10″ est |        |
| 914 | Parc de la zone humide d'iSimangaliso – Parc national de Maputo | KwaZulu-Natal | 2025  | 153 992         | Naturel, (vii), (ix), (x) Site transfrontalier commun avec l'Afrique du Sud. Inscrit en 1999, le parc de la zone humide d'iSimangaliso, en Afrique du Sud, est étendu en 2025 au parc national de Maputo, au Mozambique et renommé en conséquence. | 36° 26′ 11″ sud, 32° 52′ 14″ est |        |

### Liste indicative
Les sites suivants sont inscrits sur la liste indicative.
| Site                                  | Province     | Type                  | Date | Lien | Coordonnées | Illus.                                                            |  |
| ------------------------------------- | ------------ | --------------------- | ---- | ---- | --- | ----------------------------------------------------------------- |  |
| Manyikeni et Chibuene (en)            | Inhambane    | Culturel (iii)        | 1997 | 919  | Inscrit sous le nom « Manyikeni and Chibuene » ; le site regroupe les sites archéologiques de Manyikeni et Chibuene (en) | 22° 11′ 31″ sud, 34° 50′ 46″ est 22° 01′ 59″ sud, 35° 19′ 30″ est |  |
| Archipel des Quirimbas                | Cabo Delgado | Mixte (ii), (iv), (x) | 2008 | 5380 | Inscrit sous le nom « The Quirimbas Archipelago »                                                                        | 12° 41′ 10″ sud, 40° 43′ 01″ est                                  |  |
| Monts Bvumba (en)                     | Manica       | Culturel (iii), (vi)  | 2008 | 5381 | Inscrit sous le nom « Vumba Mountain Range »                                                                             | 18° 57′ 54″ sud, 32° 52′ 01″ est                                  |  |
| Zone marine protégée de Ponta do Ouro | Maputo       | Naturel (vii), (x)    | 2008 | 5382 | Inscrit sous le nom « Ponta de Ouro Protected Marine Area »                                                              | 26° 51′ 32″ sud, 32° 53′ 28″ est                                  |  |